# Troticus segetophilus
Troticus segetophilus är en stekelart som beskrevs av Braet 2001. Troticus segetophilus ingår i släktet Troticus och familjen bracksteklar. Inga underarter finns listade i Catalogue of Life.